# Walheim (Aken)
Walheim is een plaats in de Duitse gemeente Aken, deelstaat Noordrijn-Westfalen. De plaats ligt in het uiterste noorden van de Eifel, ongeveer tien kilometer ten zuidoosten van de stad Aken, vlak aan de rand van de Hoge Venen.

## Ligging, natuur en landschap
Walheim ligt aan de noordrand van de Eifel in het dal van de Inde op een hoogte van ongeveer 280 meter. Van belang zijn de voormalige kalksteengroeven.
Nabijgelegen kernen zijn Schmithof, Schleckheim, Hahn en Kornelimünster.

## Geschiedenis
Walheim was een zelfstandige gemeente tot 1972, waarna het door gemeentelijke herindeling bij Aken werd gevoegd. Het is nu de grootste plaats in het stadsdeel Kornelimünster/Walheim. Met zijn talrijke voorzieningen en ligging aan de Bundesstraße 258 is Walheim een belangrijk centrum in dit deel van de gemeente.

## Bezienswaardigheden
- Kasteel Friesenrath (Schloß Friesenrath).
- Sint-Annakerk, rooms-katholieke parochiekerk gebouwd in 1858-'61 naar ontwerp van Johann Peter Cremer.
- Voormalige kalksteengroeve en kalkovens, gebouwd tussen 1870 en 1924, omstreeks 1955 gesloten en in de jaren '80 van de 20e eeuw gerestaureerd.
- Naturschutzgebiet Walheim aan de oevers van de Inde.

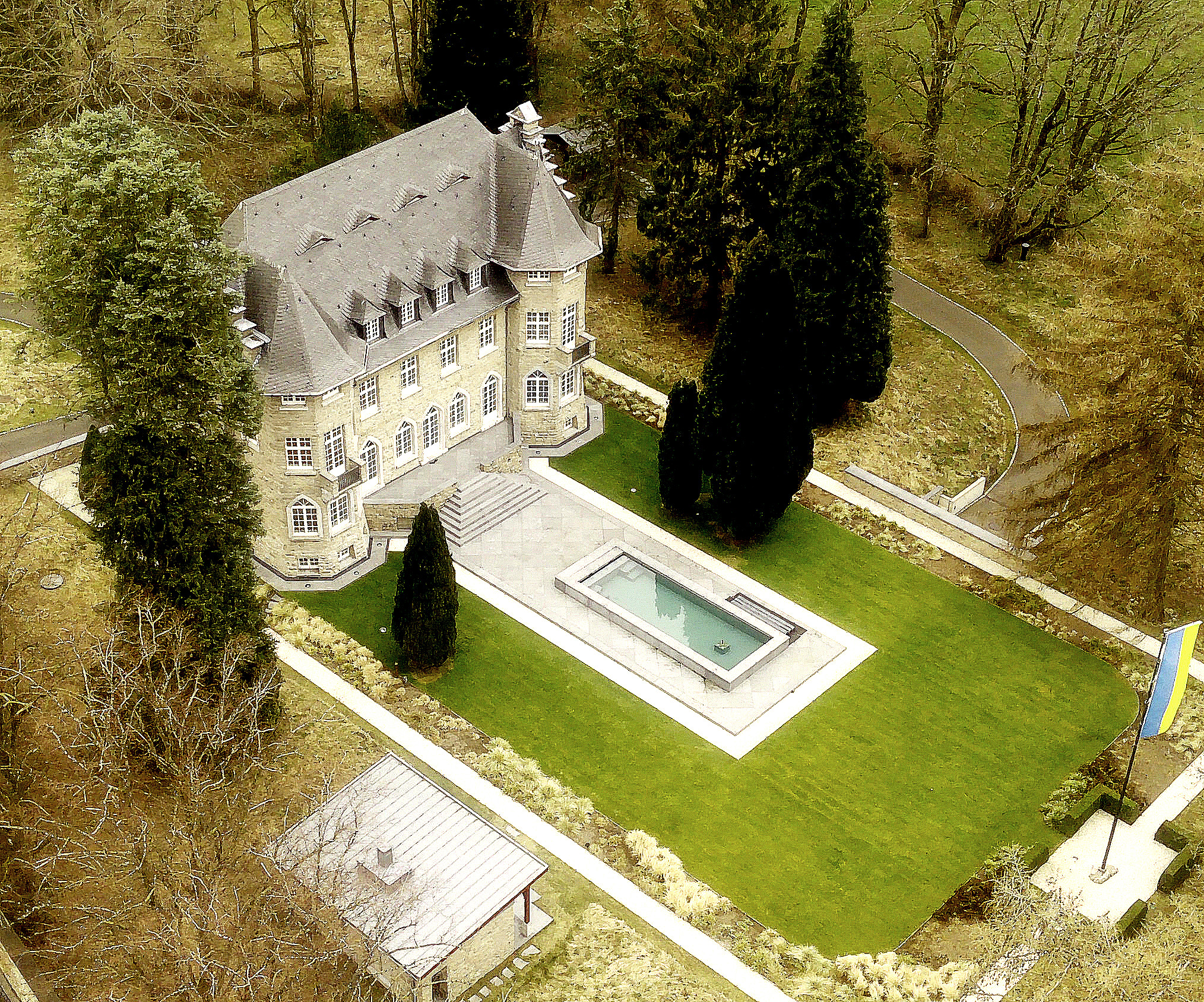
Schloß Friesenrath
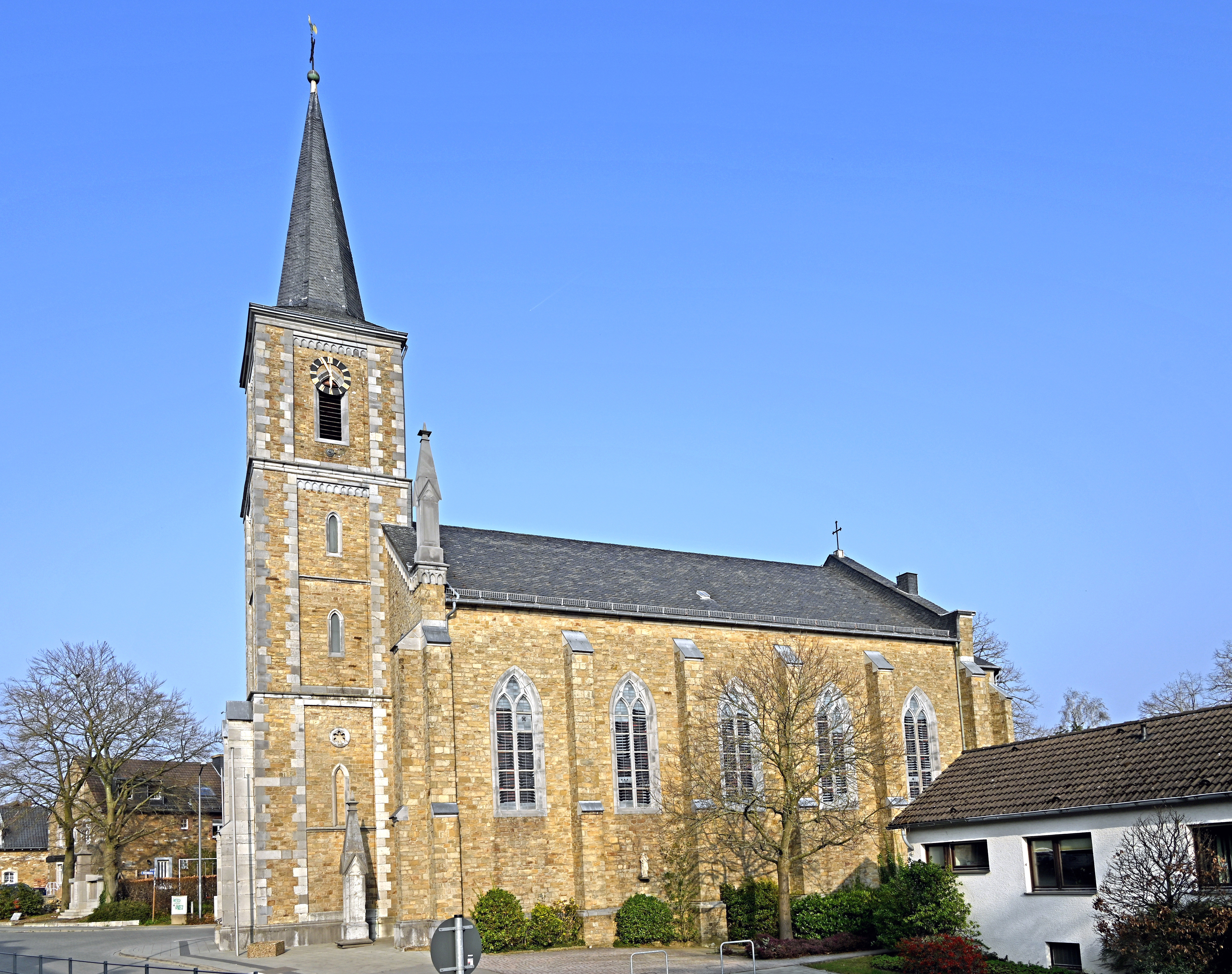
Sint-Annakerk
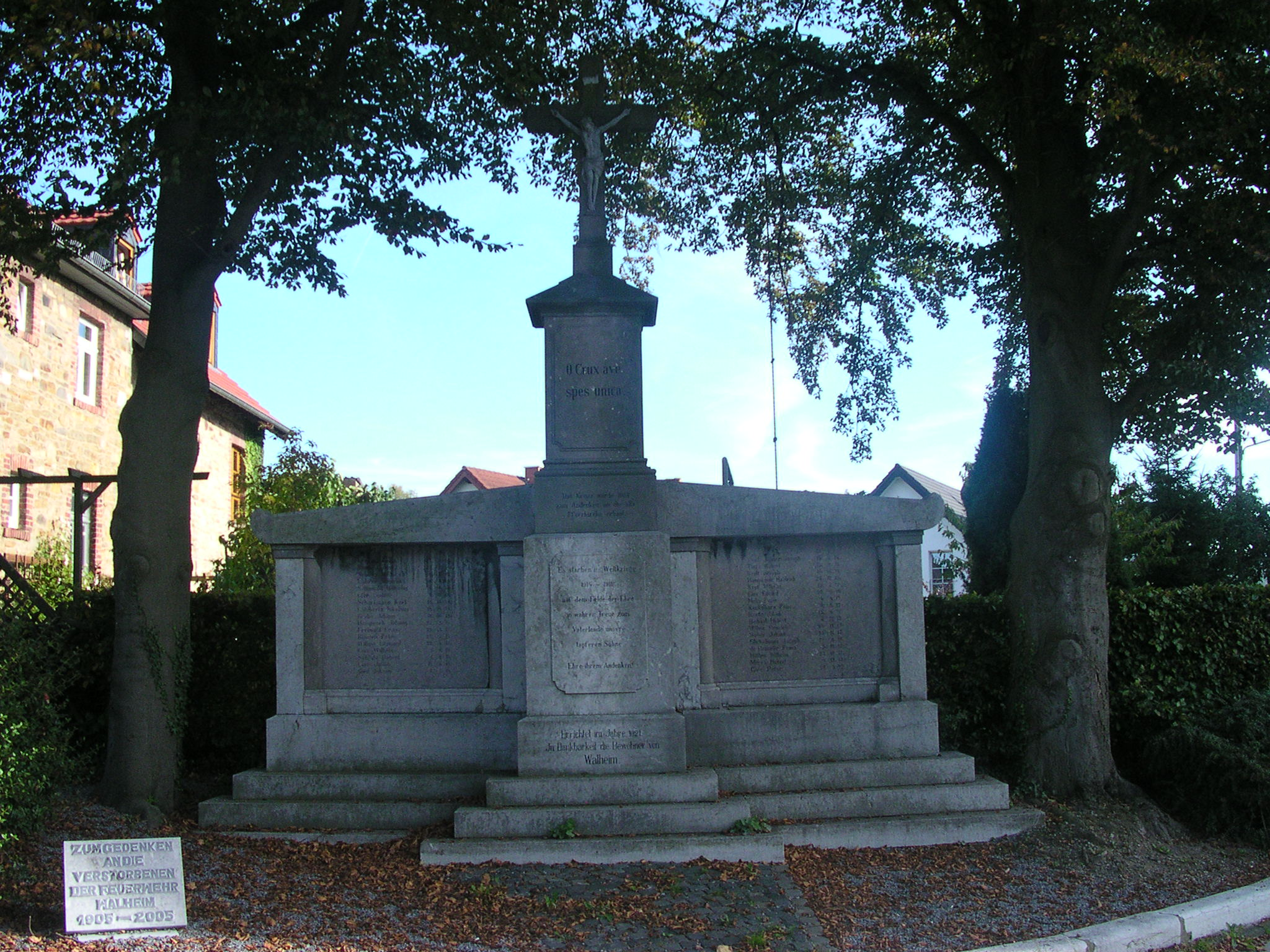
Oorlogsmonument
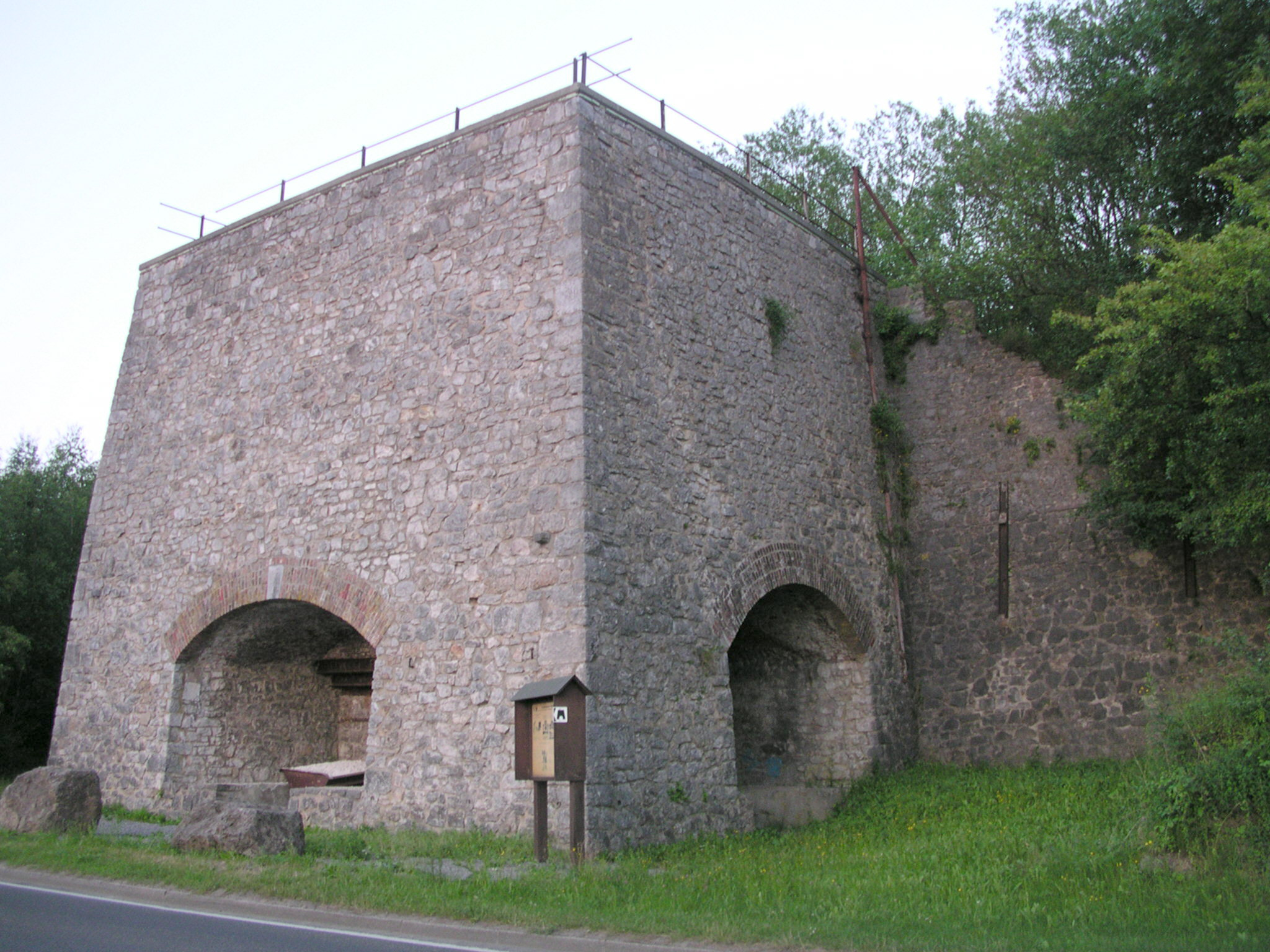
Kalkoven